# Rolf Huhn
Rolf Huhn (* 13. April 1896 in Dresden; † 2. Dezember 1993 in Berlin) war ein deutscher Maler und Grafiker.

## Leben und Werk
Rolf Huhn war das zweite Kind einer Dresdener Bürgerfamilie. Er besuchte von 1902 bis 1910 in Dresden eine Bürgerschule und absolvierte bis 1914 im „Atelier für Musterzeichnen Max Werner“ eine Lehre als kunstgewerblicher Zeichner. Dazu besuchte er die Städtische Gewerbeschule in der Dürerstraße 45 und Abendkurse an der Königlich Sächsischen Kunstgewerbeschule in der Eliasstraße 35. Von 1914 bis 1915 studierte er, u. a. bei Alexander Baranowsky, an der Kunstgewerbeschule.
Von 1915 bis 1918 nahm Huhn als Soldat am Ersten Weltkrieg teil. Danach studierte er bis 1920 Maltechnik bei Max Doerner an der Akademie der Bildenden Künste München. Dann begab er sich auf Wanderschaft nach Oberitalien, wo er u. a. Verona, Venedig und Florenz besuchte. Von 1921 bis 1924 studierte er bei Ferdinand Dorsch und Georg Lühring an der Akademie der Bildenden Künste Dresden, zuletzt als Schüler einer Meisterklasse. Dabei machte er u. a. Bekanntschaft mit Wilhelm Lachnit, Franz Lenk, Georg Siebert, Friedrich Skade und Kurt Wehlte. Als Student entwarf er für Gret Palucca Tanzmasken. In den Semesterferien arbeitete er im Bahnbetriebswerk.
1925 ging Huhn nach Leipzig und arbeitete als freischaffender Künstler. Er schuf u. a. Porträts, bei denen er sich an der deutschen und italienischen Renaissance orientierte. Die Bilder der 1920er Jahre entstanden im Stil der Neuen Sachlichkeit. Sie zeigen eine Verwandtschaft zu Alexander Kanoldt, Franz Lerch und Georg Schrimpf.
1930 zeichnete Huhn anlässlich der Uraufführung der Oper Aufstieg und Fall der Stadt Mahagonny für die Leipziger Neuesten Nachrichten ein Bild von Kurt Weill. Er beteiligte sich an Ausstellungen in Berlin, Chemnitz, Dresden, Leipzig und München.
Huhn war Mitglied des Vereins Bildender Künstler Leipzig und in der Zeit des Nationalsozialismus auch der Reichskammer der bildenden Künste. Er verweigerte sich aber der nationalsozialistischen Kunstdoktrin und arbeitete nach 1933 vor allem als Gebrauchsgrafiker und Buchgestalter. Außer der Großen Leipziger Kunstausstellung 1943 sind für diese Zeit keine Ausstellungen bekannt, auf denen Huhn vertreten war.
Ab 1939 nahm Huhn als Soldat der Wehrmacht am Zweiten Weltkrieg teil. Nach der Kriegsgefangenschaft arbeitete er ab 1946 wieder freischaffend in Leipzig. Er gehörte dort zu einer „Gruppe der älteren Landschaftsmaler, die in vorwiegend nach impressionistisch-sensibler, zum Teil expressionistischer Form, qualitätsvoll die Umgebung der Stadt, aber auch Motive aus den Randgebieten und Vororten, vereinzelt auch innerstädtische Situationen gestalteten.“ Ihre Arbeiten wurden „von Kennern und Liebhabern zwar weiterhin geschätzt, spielten aber in der öffentlichen Diskussion kaum eine Rolle.“ Dazu gehörten u. a. Franz Oskar Behringer, Walter Bodenthal, Karl Krug, Karl Miersch und Heinz Eberhard Strüning.
Den Lebensunterhalt sicherte sich Huhn u. a. als Bilder-Restaurator und als Gutachter für den Berliner VEB Postkartenverlag. Dieser publizierte auch Postkarten nach Zeichnungen Huhns. Huhn übernahm u. a. die restauratorische Sicherung der 13 Kantorenbildnisse im Leipziger Thomas-Alumnat und restaurierte 1980 die 28 Gemälde in Auerbachs Keller. Außerdem betätigte er sich als Buchillustrator- und Gestalter, u. a. für den Leipziger St. Benno-Verlag und die Edition Leipzig. Der von Huhn gestaltete Schutzumschlag des Buches Unum in veritate et laetitia – Bischof Otto Spülbeck zum Gedächtnis des St. Benno-Verlags galt als einer der schönsten Schutzumschläge des Jahres 1970, und Huhn wurde dafür vom Ministerium für Kultur der DDR mit einer Urkunde für hervorragende Leistungen geehrt. Das von Huhn illustrierte Buch Der Sport im alten Ägypten (von Ahmed El-Demerdash Touny und Steffen Wenig; Edition Leipzig, Leipzig 1969) wurde 1970 als eines der Schönsten Bücher des Jahres ausgezeichnet.
In der freien Kunst schuf Huhn neben Tafelbildern auch, oft witzig pointierte, aber auch streng dekorative Zeichnungen.
Huhn war ab 1952 Mitglied des Verbands Bildender Künstler der DDR.
1975 erwarb das Museum der bildenden Künste Leipzig mehrere Bilder Huhns aus den 1920er Jahren.
Huhns schriftlicher Nachlass befindet sich in der Sächsischen Landesbibliothek.

## Rezeption
„Die schönen Gegenstände, in denen lange Kulturtraditionen liegen, der Formenreichtum der Natur, alles das, was der Maler an Bildung, an ästhetischem Sinn, an schmerzhaften und freudvollen Erfahrungen in sich trägt, findet Eingang in seine Bilder…“ Rita Jorek

## Fotografische Darstellung Huhns (Auswahl)
- Unbekannter Fotograf: Porträt des Malers und Grafikers Rolf Huhn in seiner Wohnung in Leipzig (1986)[5]

## Werke (Auswahl)

### Tafelbilder
- Mädchen mit Lilie (1920, Öl, 60,5 × 49 cm; 1927 vom Museum der bildenden Künste Leipzig angekauft)[6]
- Mädchenbildnis mit Rose / Traute Meusel (1926; Öl auf Sperrholz, 73,5 × 49,5 cm; Galerie Neue Meister Dresden)[7]
- Neubauten in Plagwitz (1933, Öl, 48,5 × 66 cm)[8]
- Stillleben mit Klarinette (1980, Öl, 40 × 50 cm; auf der IX. Kunstausstellung der DDR)[8]
- Die Leuchtturminsel (1981, Öl, 39 × 46 cm)[9]

### Zeichnungen
- Zirkus. (1972, Kugelschreiber, 17 × 26 cm)
  - Bildende Kunst. Berlin, 8/1961, S. 403 (Abbildung)
- Weitere Buchillustrationen
- Franz Adam Beyerlein: Das Tabakwunder. Eine Erzählung. J. Bohn & Sohn, Leipzig 1948 (als Festgabe anlässlich des 40-jährigen Bestehens der Firma J. Bohn & Sohn)
- Heinrich Theissing: Der kostbare Ring. Erzählungen und Legenden zum Kirchenjahr für das katholische Heim. St. Benno-Verlag, Leipzig 1956.

## Ausstellungen (mutmaßlich unvollständig)

### Einzelausstellungen
- 1975: Berlin, Postkartenverlag, Am Molkenmarkt
- 1976/1977: Leipzig, Galerie Wort und Werk
- 1989/1990: Leipzig, Galerie im Hörsaalbau der Universität
- 1991: Leipzig, Südsakristei der Thomaskirche

### Ausstellungsbeteiligungen
- 1979 und 1985: Leipzig, Bezirkskunstausstellungen
- 1982/83: Dresden, IX. Kunstausstellung der DDR
- 1984: Leipzig, Museum der bildenden Künste („Kunst in Leipzig 1949 - 1984“)
- 1993: Leipzig, Filiale Nikolaistraße der Bayerischen Vereinsbank